# Цугуми Оба
Цугуми Оба (яп. 大場 つぐみ О:ба Цугуми) — японский писатель
 и сценарист. Родился в Токио. Является автором известной манги «Тетрадь смерти». Настоящее имя Обы неизвестно. Некоторые фанаты считают, что Цугуми Оба — это всего лишь псевдоним Хироси Гамо. Как заявлено в профайле, когда начинается работа над очередной частью манги «Тетрадь смерти», Оба придумывает сюжет, удерживая колени на стуле, как L, один из главных героев серии. Оба коллекционирует чайные чашки.

## Личность
Настоящая личность Обы держится в строжайшем секрете. Оба сказал, что никогда не думал о том, чтобы стать создателями манги, ожидая, что пилотная версия «Тетради смерти» будет передана Weekly Shonen Jump. С тех пор Оба ссылается на Сётаро Исиномори, Фудзико Фудзио и Фуджио Акацука как на создателей манги, которые его сильно вдохновляют. Несмотря на то, что Оба является писателем, он мало читает, вместо этого смотря много фильмов, особенно ему нравятся фильмы Акиры Куросавы и Чарли Чаплина. Он назвал комедию своим любимым жанром и предпочитает японские фильмы американским. Автор описал себя как «помешанного на чистоте», обычно он делает уборку каждый день. Оба увлекается художественными литографиями, коллекционирует чайные чашки и разрабатывает сюжеты манги, держась коленями за стул, последнее похоже на привычку L, одного из главных героев «Тетради смерти».
Есть предположение, что Цугуми Оба — это псевдоним художника манги Хироси Гамо, в частности такое мнение выказал Тосио Окада. Среди других предполагаемых скрытых подсказок в работах Обы сторонники теории указывают на то, что в «Бакумане» дядя главного героя был художником чудо-манги с одним хитом, который работал над шутливой супергеройской мангой — как Гамо и его Tottemo! Luckyman, а также то, что раскадровки, нарисованные Обой, по стилю напоминают Tottemo! Luckyman.

## Работы
- «Тетрадь смерти» в сотрудничестве с Такэси Обатой (2003—2006)

Рассказывает о школьнике, нашедшем сверхъестественную тетрадь, позволяющую ему убить любого человека, написав имя жертвы и вообразив его или её лицо. Сюжет показывает его попытку создать и возглавить мир, «очищенный от зла» с помощью этой тетради, и сложный конфликт между ним и его противниками.
- «Бакуман» в сотрудничестве с Такэси Обатой (2008—2012)

Рассказывает о двух девятиклассниках, которые хотят стать мангаками — сценаристом и художником манги.
- Skip! Yamada-kun (яп. スキップ！山田くん) в сотрудничестве с Robico (2014 г.)

История о Ямаде, ученике старшей школы, который вдруг обнаруживает, что у него появилась способность путешествовать во времени.
- Platinum End[англ.] (яп. プラチナエンド Пуратина эндо, «Платиновый предел») в сотрудничестве с Такэси Обатой (2015–2021)

Рассказывает о школьнике, получившем от ангела сверхсилы и участвующем в игре на получение места нового бога этого мира.

## Награды и номинации
| Год  | Награда                                     | Категория                | Результат | Работа         |
| ---- | ------------------------------------------- | ------------------------ | --------- | -------------- |
| 2007 | Культурная премия имени Осаму Тэдзуки       | Главный приз             | Номинация | Тетрадь смерти |
| 2008 | Международный фестиваль комиксов в Ангулеме | Официальный отбор        | Номинация | Тетрадь смерти |
| 2008 | Eagle Awards                                | Любимая манга            | Победа    | Тетрадь смерти |
| 2010 | Манга тайсё                                 | Главный приз мультфильма | Номинация | Бакуман        |